# Alger County
Alger County är ett administrativt område i delstaten Michigan, USA. År 2010 hade county 9 601 invånare. Den administrativa huvudorten (county seat) är Munising. 

## Geografi
Enligt United States Census Bureau så har countyt en total area på 13 080 km². 2 380 km² av den arean är land och 10 700 km² är vatten. 

### Angränsande countyn

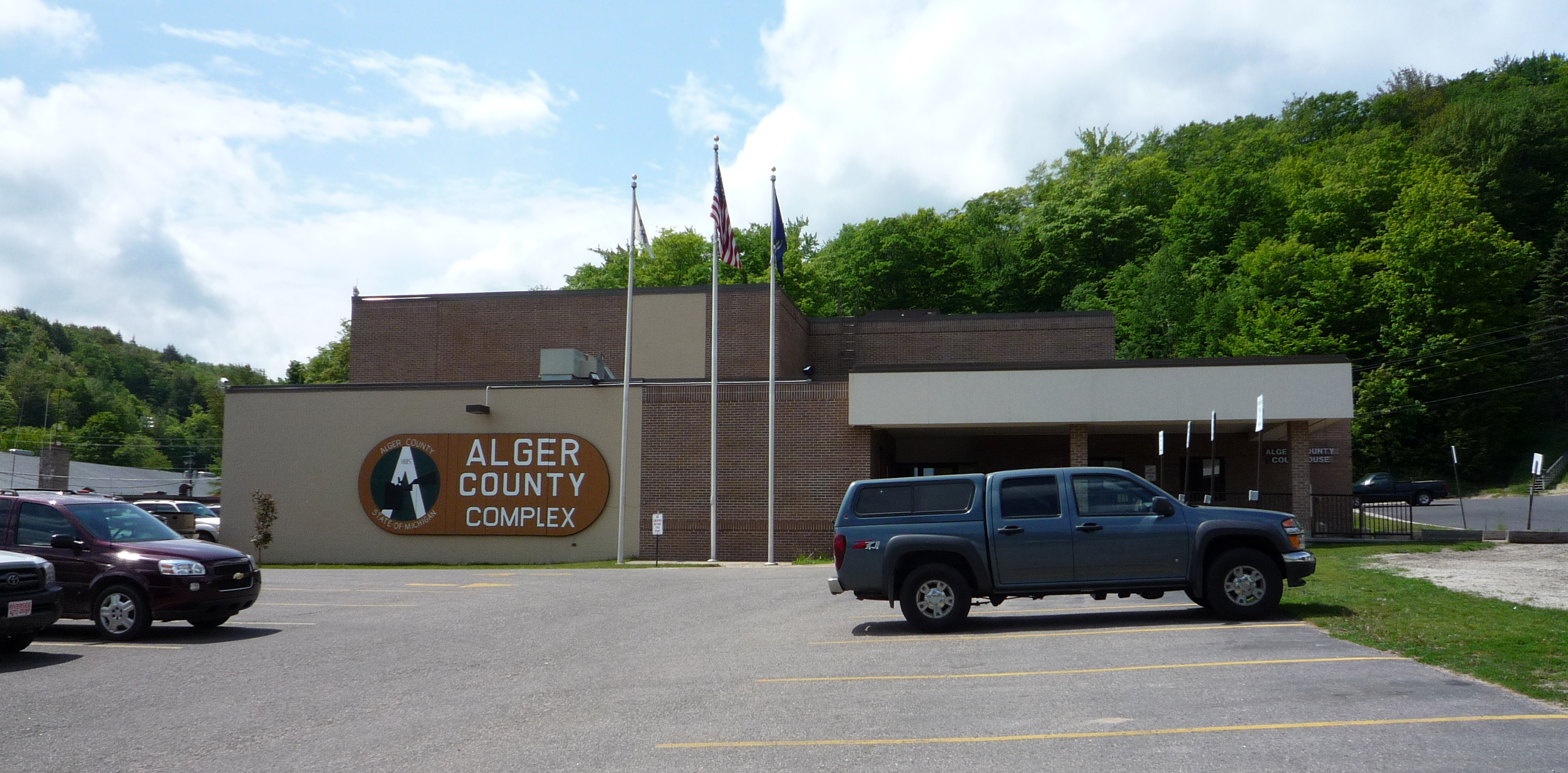
Alger County Courthouse i Munising.

- Luce County - öst
- Schoolcraft County - sydost
- Delta County - syd
- Marquette County - väst